# Anita Berber

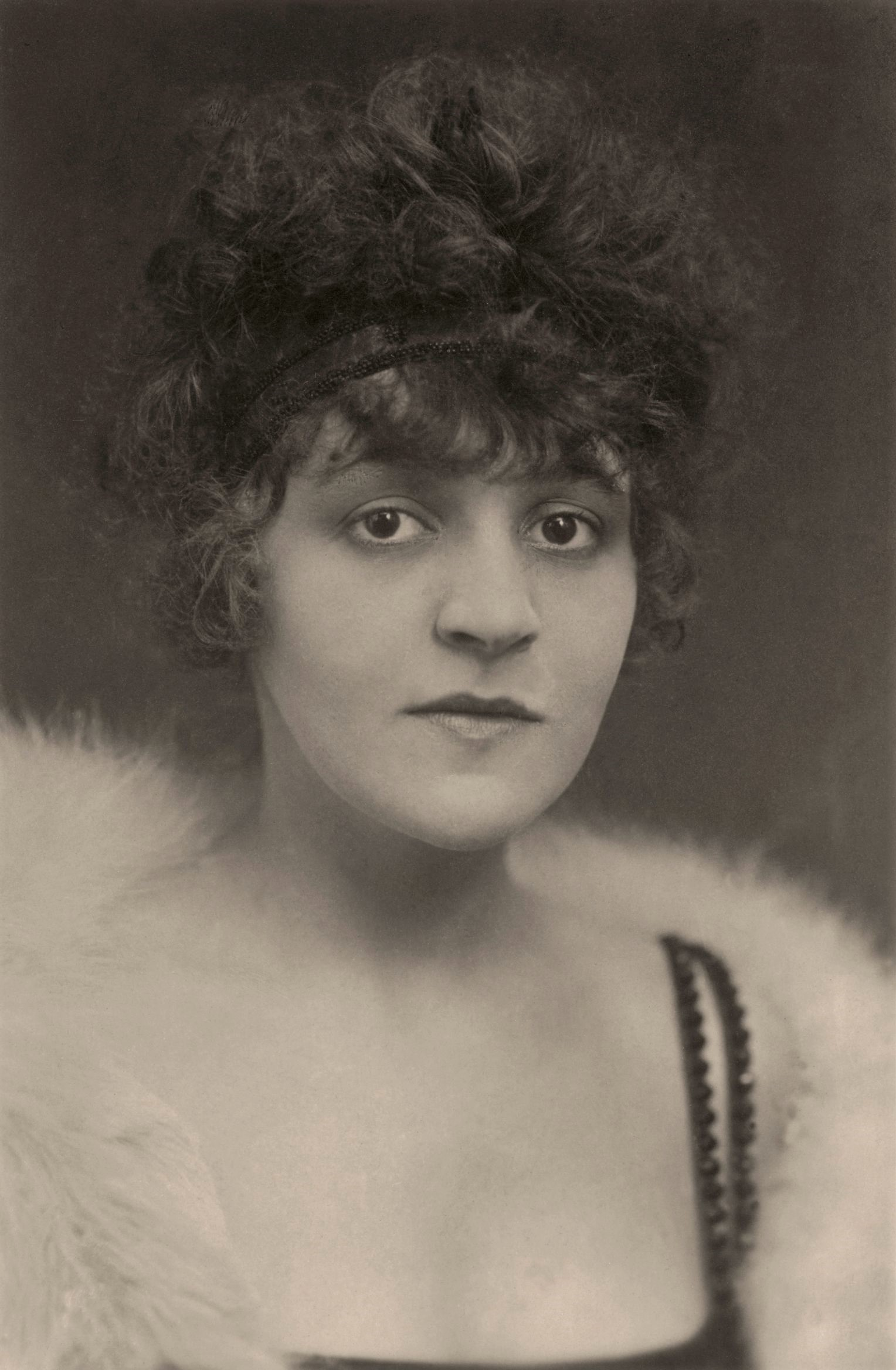
Anita Berber, 1920-talet.

Anita Berber, född 10 juni 1899 i Leipzig, död 10 november 1928 i Berlin, var en tysk dansare, skådespelare och författare. Hon väckte från 1917 sensation genom att i sin scenkonst blanda orientalisk tradition och modern musik och låta sin kropp och sitt liv i tidens anda bli ett provocerande expressionistiskt Gesamtkunstwerk (allkonstverk). Hon har betecknats som en ”Selbstdarstellerin” och är numera något av en feministisk ikon.

## Biografi
Anita Berbers mor var skådespelaren och sångaren Lucie Berber, född Thiem, och hennes far violinisten, konsertmästaren och professorn Felix Berber. Föräldrarna skildes 1902, då Anita Berber 1906 flyttade till sin mormor i Dresden, där hon bodde och gick i skola. Vid 10 års ålder skrevs hon in vid Jacques-Dalcroze-institutet i Hellerau för rytmikpedagogik.
Vid 14 års ålder återvände hon till sin mor i Weimar, och placerades på en exklusiv flickskola. År 1915 flyttade hon och hennes mor till Berlin. Anita Berber utbildade sig där i skådespeleri och dans och upptäcktes av den avantgardistiska koreografen Rita Sacchetto och gjorde sin debut i Sacchettos dansgrupp 1916, tillsammans med den unga performancekonstnären Valeska Gert.
År 1917 arbetade hon i Tyskland och Österrike på bland annat Apollo Theater, Wintergarten och Weiße Maus med solouppträdanden, bland annat ”Koreansk dans”. Innan första världskrigets slut 1918 hade hon blivit en stor stjärna på Berlins scener. Hon påverkade tidens mode och hon var den första kvinna som bar frack på scenen. År 1918 hade hon medverkat i flera stumfilmer och arbetade också som fotomodell. Hon gjorde dansturnéer till Schweiz, Ungern och Österrike.
Anita Berber dansade, alkoholpåverkad, naken första gången på ett hotell i Wien. När hon 1919 återvände till Berlin gifte hon sig med den förmögne officeren Eberhard von Nathusius (1895–1942).
Efter 1919 väckte hon snabbt mycket stor uppmärksamhet genom sin androgyna uppenbarelse, sin provokativa nakenhet och sin utmanande grafiska makeup och läppstiftets hjärtform.
Inkomster och karriär blomstrade och hennes privatliv förändrades. Hon bosatte sig på en hotellsvit i Berlin, och spenderade rikedomen på restaurangbesök, pälsar, skor och smycken, konjak, kokain och annan narkotika. Rykten berättade om lesbiska utsvävningar och S&M-sex. Hon hade dater med vackra kvinnor, även den unga Marlene Dietrich.
År 1922 lämnades hon av sin man. Hon flyttade i stället ihop med sin väninna Susi Wanowsky, en elegant barägare, som vann hennes hjärta och snabbt blev hennes älskare, chef och sekreterare.
Efter ett gästspel i Konserthuset i Wien i november-december 1920 återkom hon 1922 med sin danspartner och älskare Sebastian Droste (Willy Knobloch) med ett nytt gästspel i Wien. År 1923 publicerade de två en bok med dikter, texter, teckningar och fotografier som presenterade deras koreografier. De fotograferades av Dora Kallmus (Madame d’Ora) och uppmärksammades stort i dåtidens tidningar.
Anita Berber och Sebastian Droste gifte sig 1922. De var båda beroende av droger. Droste blev 1923 utvisad från Österrike och Anita Berber från Ungern. Samma år lämnades Anita Berber av Droste, som flyttade till New York, där han arbetade som korrespondent för en tysk tidning.
År 1925 målade den tyske konstnären Otto Dix ett porträtt, "Dansaren Anita Berber", som blivit mycket känt. Samma år gifte hon sig med en känd amerikansk homosexuell dansare, Henri Chatin-Hofmann.
Vid sidan av droger som kokain och morfin missbrukade hon också alkohol. År 1928, 29 år gammal, slutade hon plötsligt helt med alkohol, troligen beroende på svår tuberkulos. Efter att ha kollapsat i Damaskus återvände hon till Tyskland och dog den 10 november 1928 på ett sjukhus i Kreuzberg (ett rykte sade att hon dog ensam av en överdos av morfin).
Anita Berber begravdes på kyrkogården St. Thomas i Neukölln.
Anita Berber var den mest uppmärksammade stjärnan i en ny tradition av expressionistisk dansperformance som hade påbörjats av Olga Desmond, Adorée Via Villany, Mata Hari och senare vidareutvecklats av Hertha Feist, Mary Wigman, Valeska Gert, Claire Bauroff, Berthe Trumpy, Vera Skoronel och Leni Riefenstahl. Hon fick mycket stort inflytande på artister som Marlene Dietrich.

## Filmografi
- 1918: Das Tagebuch einer Verlorenen (Regi Richard Oswald)
- 1918: Das Dreimäderlhaus
- 1918: Dida Ibsens Geschichte
- 1919: Die Prostitution
- 1919: Die Reise um die Erde in 80 Tagen
- 1919: Peer Gynt Del 1-2
- 1919: Anders als die Andern
- 1919: Unheimliche Geschichten (Regi Richard Oswald)
- 1920: Nachtgestalten (Regi Richard Oswald)
- 1920: Yoshiwara, die Liebesstadt der Japaner
- 1920: Der Graf von Cagliostro
- 1920: Der Schädel der Pharaonentochter
- 1920: Der Falschspieler
- 1921: Lucifer
- 1921: Verfehltes Leben
- 1921: Die Nacht der Mary Murton
- 1921: Die Goldene Pest
- 1922: Lucrezia Borgia (Regi Richard Oswald)
- 1922: Schminke
- 1922: Die vom Zirkus
- 1922: Dr. Mabuse, der Spieler (Regi Fritz Lang)
- 1923: Wien, du Stadt der Lieder
- 1923: Irrlichter der Tiefe
- 1923: Die Drei Marien und der Herr von Marana
- 1925: Ein Walzer von Strauß

## Monografier
- Léo Lania: Der Tanz ins Dunkel. Anita Berber, ein biographischer Roman. Adalbert Schultz Verlag, Berlin 1929.
- Joe Jencík: Anita Berberová. Studie. Jan Reimoser Verlag, Prag 1930. Neuausgabe in deutscher Übersetzung: K. Kieser Verlag e.K., München 2014, ISBN 978-3-935456-30-2.
- Lothar Fischer: Anita Berber. Tanz zwischen Rausch und Tod. Haude & Spener, Berlin 1984; 3. verbesserte Aufl. 1996, ISBN 3-7759-0410-7.
- Lothar Fischer: Anita Berber. Göttin der Nacht. Edition Ebersbach, Berlin 2006, ISBN 3-938740-23-X.
- Mel Gordon: The Seven Addictions and Five Professions of Anita Berber: Weimar Berlin’s Priestess of Decadence. Feral House, Los Angeles 2006, ISBN 1-932595-12-0.
- Lothar Fischer: Anita Berber, ein getanztes Leben. Eine Biographie. Hendrik Bäßler Verlag, Berlin 2014, ISBN 978-3-930388-85-1.

## Artiklar
- Klaus Mann: ”Erinnerungen an Anita Berber. Mit einem Foto von Madame d’Ora”. I: Die Bühne, årgång 1930, häfte 275, S. 43–44.
- Ralf Georg Czapla: “Getanzte Dichtung – gedichteter Tanz. Anita Berbers und Sebastian Drostes „Tänze des Lasters, des Grauens und der Ekstase“ zwischen poetischer Reflexion und tänzerischer Improvisation.” I: Tanz im Kopf – Dance and Cognition. Jahrbuch Tanzforschung 15. Utg. Av der Gesellschaft für Tanzforschung av Johannes Birringer & Josephine Fenger. Münster u. a. 2005, ISBN 3-8258-8712-X, S. 63–79.
- Johannes Strempel: ”Morgen früh ist Weltuntergang”. I: GEO-Epoche. Nr. 27, Hamburg 2007.
- Capovilla, Andrea (2001) "Berber, Anita" in: Aldrich, Robert & Wotherspoon, Garry (eds.) Who's Who in Contemporary Gay and Lesbian History: From Antiquity to World War II. New York: Routledge; pp. 50–51 ISBN 0415159830
- Gordon, Mel (2006) The Seven Addictions and Five Professions of Anita Berber: Weimar Berlin's Priestess of Debauchery. Los Angeles, California: Feral House
- Funkenstein, Susan Laikin (2005) "Anita Berber: Imaging a Weimar Performance Artist" in: Woman's Art Journal 26.1 (Spring/Summer 2005); pp. 26–31
- Gill, Anton (1993) A Dance between the Flames: Berlin between the Wars. New York: Carroll & Graf
- Jarrett, Lucinda (1997) Stripping in Time: A History of Erotic Dancing. London: Pandora (HarperCollins); pp. 112–135
- Kolb, Alexandra (2009) Performing Femininity. Dance and Literature in German Modernism. Oxford: Peter Lang. ISBN 978-3-03911-351-4
- Richie, Alexandra (1998) Faust's Metropolis: A History of Berlin. New York: Carroll and Graf
- Toepfer, Karl Eric (1997) Empire of Ecstasy: Nudity and Movement in German Body Culture, 1910-1935. Berkeley: University of California Press

## Filmer om Anita Berber
- Rosa von Praunheim (Regi): Anita – Tänze des Lasters. Absolut Medien, Berlin 1987 (VHS/DVD), 85 Min.; Darsteller: Lotti Huber, Ina Blum u. a.
- A 1987 film by Rosa von Praunheim, Anita - Tänze des Lasters ("Anita - Dances of Vice") focuses on Berber's life.[23]
- The band Death in Vegas named a song after her, which is on the album Satan's Circus. It is frequently used on the National Public Radio radio show This American Life.